# Äskulapstab

Äskulapstab

Der Äskulapstab oder Asklepiosstab ist ein von einer Schlange umwundener Stab und wird auch als Schlangenstab bezeichnet. Ursprünglich war er ein Attribut des Asklepios (deutsch: Äskulap), des Gottes der Heilkunde in der griechischen Mythologie. Heute ist er das Symbol des ärztlichen und pharmazeutischen Standes. Ergänzt durch den Buchstaben V steht er gleichfalls für den Stand der Tierärzte (Veterinäre).
Ähnliche Symbole sind der Hermesstab in der griechischen Mythologie oder die eherne Schlange des Mose im Alten Testament. Der Hermesstab bzw. Merkurstab ist gewöhnlich jedoch kein Symbol, das in der Medizin benutzt wird; dennoch wird auf Grund einer Verwechslung der Hermesstab im US-Medizinwesen als Symbol geführt.
Das Unicodesymbol des Äskulapstabes ist U+2695 ⚕ Staff of Aesculapius und befindet sich im Unicodeblock Verschiedene Symbole.

## Ikonographie

### Asklepios

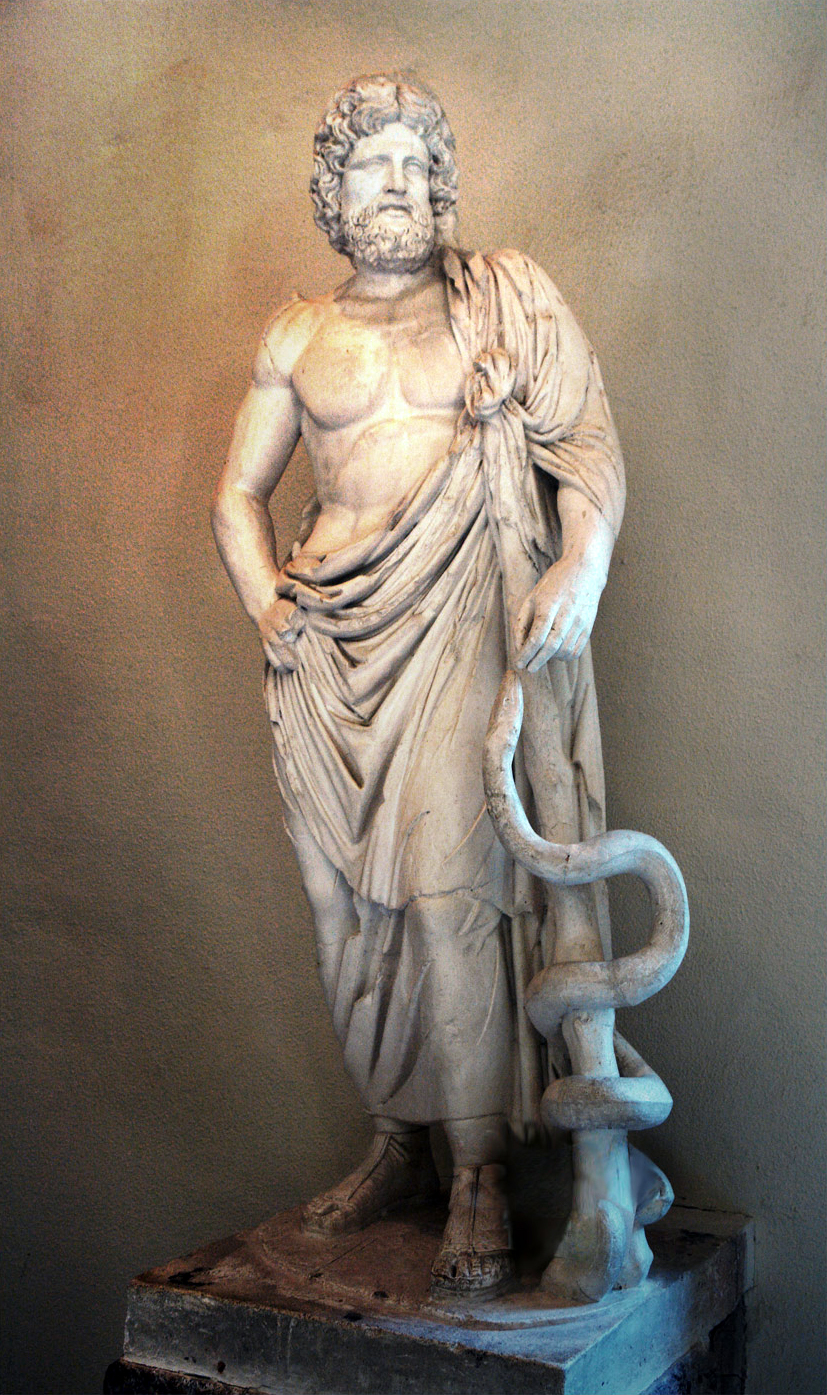
Asklepios mit Stab, Epidauros

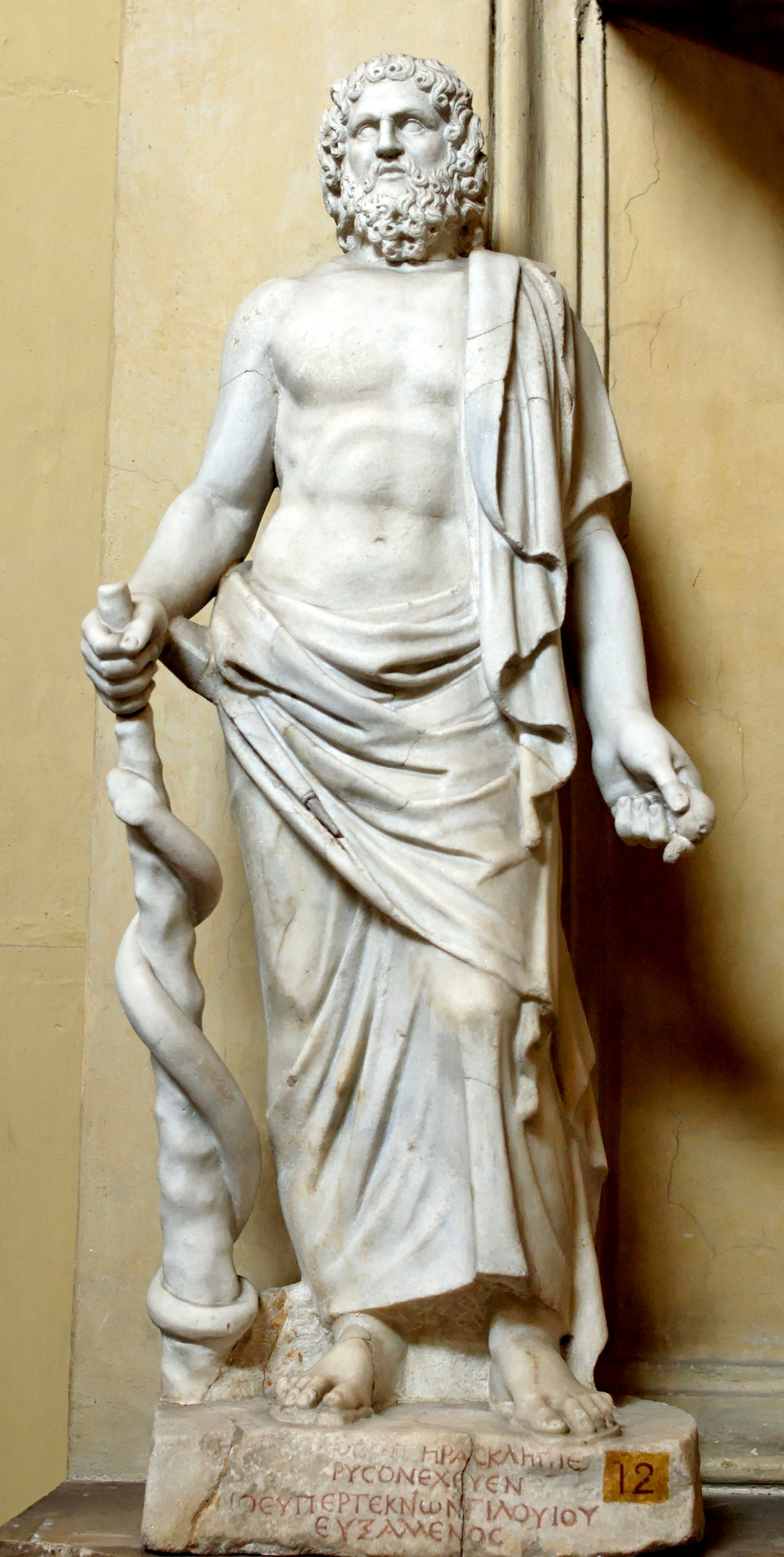
Asklepios mit Stab, Vatikan

Asklepios (auch Äskulap genannt, nach der lateinischen Namensform Aesculapius) war der Sohn von Apollon (Gott des Lichts und der Heilung) und der thessalischen Fürstentochter Koronis. Er wurde von dem heilkundigen Kentauren Cheiron erzogen und in der Heilkunde ausgebildet. Weil er als Arzt einen Toten wieder zum Leben auferweckte, erzürnte er Hades, den Herrscher des Totenreiches. Auf dessen Drängen wurde er von Zeus mit einem Blitz erschlagen, weil er sich erdreistet hatte, dem Willen der Götter entgegenzuwirken.
Dargestellt wurde Asklepios meist als bärtiger Mann, der sich auf einen Stab stützt, der von einer Schlange (Natter) umwunden wird.

### Die Schlange
Asklepios soll zu seinen Lebzeiten, bei Wanderungen oder auf dem Weg zu Kranken, immer eine Äskulapnatter dabei gehabt haben, die sich um seinen Wanderstab ringelte. Einige Darstellungen zeigen sogar die Verehrung von Asklepios selbst in Schlangenform. In den griechischen Heiltempeln, die dem Gott Asklepios geweiht waren, wurden Schlangen gehalten.
In vielen Kulturen weltweit wurden Schlangen mit Göttern in Verbindung gebracht (vgl. Symbolik und Mythologie der Schlangen). Seit Menschengedenken gilt die Schlange als ein bedeutendes mystisches Wesen; so entwendet etwa der Gottkönig Gilgamesch im gleichnamigen Epos einer Schlange das lebenspendende Zauberkraut. Im Altertum wurde sie schließlich zum Symbol der Heilkunde. Ihre Charakteristika „Verjüngung durch Häutung“, „Scharfsichtigkeit/Wachsamkeit“ sowie „Heilkraft“ (aus Schlangenfleisch wurden Pharmaka hergestellt) machten sie zum Sinnbild ärztlicher Tugenden und zeigten so die Vorzüge der Medizin.

### Der Stab
Auch zur Bedeutung des Stabes gibt es viele Theorien. Einerseits wird der Stab als Zepter oder Herrschaftssymbol verstanden, andere Forscher vertreten die Ansicht, er wäre ein einfacher Wanderstab, den Asklepios stets bei sich trug. Da er als Verbindung zwischen Himmel und Erde betrachtet wurde, hatte schon der Stab allein magische Kräfte.
Von klassischen Archäologen wird darauf hingewiesen, dass Asklepios sich in der gleichen Haltung auf seinen Stab stützt, wie der freie Bürger der Polis, der sich aufs Verweilen in der Agora einrichtet. Solche Darstellungen findet man vielfach auf antiken Grabstelen. Hierin und in der Art wie er sich in Abbildungen den Menschen zuwendet, unterscheidet sich Asklepios grundsätzlich von den Darstellungen der olympischen Götter.
Doch schon Jahrhunderte bevor die Asklepios-Kulte beschrieben sind, wird von Heilungen berichtet in Verbindung mit einer Schlange an einem Stab: Die eherne Schlange aus dem 4. Buch Mose kommt als Ursprung des Symbols in Betracht. (Siehe dazu Pesttaler als talerförmige Amulettmedaillen.)
Der Stab ist ein persönliches Attribut des Asklepios. Es gibt Abbildungen des Asklepiosrituals (vgl. unten) mit Schlangen, aber ohne Stab. Hygieia, die Tochter des Asklepios, wurde mit einer Schlange dargestellt – ohne Stab.

### Theorie des Medinawurmes

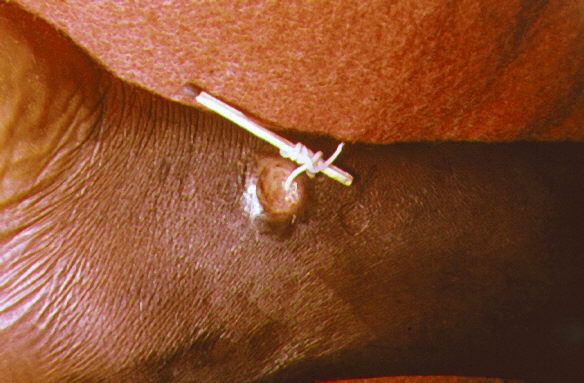
Ein Medinawurm, mit einem Ende auf einem Streichholz aufgewickelt

Eine Hypothese zur Herkunft des Symbols bringt den Äskulapstab mit einer im Altertum und heute noch gebräuchlichen Praxis zur Entfernung des Medinawurms (Dracunculus medinensis) in Verbindung. Dieser zwischen 30 und 120 cm lange Wurm befindet sich im letzten Stadium seines Lebenszyklus unter der Haut des Menschen und bohrt sich von dort eine Öffnung nach außen, über die er seine Larven abgibt. Zur Entfernung des Wurmes wird dieser dann auf ein gespaltenes Holzstäbchen gewickelt, wobei täglich maximal 10 cm aufgewickelt werden dürfen.
Die Wurm-Hypothese stammt von dem deutschen Hygieniker Reiner Müller. Für die Behauptung, es handle sich ursprünglich um einen Wurm, fehlen jedoch zeitgenössische bzw. frühgeschichtliche Belege. Medinawürmer waren zwar im Alten Ägypten bekannt, jedoch nicht in Griechenland. Der Ursprung des Symbols wäre nach dieser Hypothese somit nicht in Griechenland zu suchen.
Ein Medinawurm ist etwa einen Millimeter dick. Eine Schlange, wie sie auf den Asklepios-Darstellungen zu sehen ist, hat eine etwa hundertmal größere Dicke, ihr Gewicht wäre etwa um den Faktor 10.000 größer. Entsprechend sind auch die zum Aufwickeln des Wurms verwendeten Hölzchen viel kleiner als der Stab des Asklepios, und die Art der Aufwicklung sieht anders aus (vgl. Abbildung). Der Medizinhistoriker Bernd Grün hält mit Erna Lesky die Medinawurm-Hypothese daher für widerlegt.

## Geschichte

### Das Asklepiosritual
Das Asklepiosritual etablierte sich ab dem 5. Jahrhundert v. Chr. bis zum Ausgang der Antike zu einem der erfolgreichsten Kulte. Die Patienten legten sich im meist außerhalb der Stadt gelegenen Asklepiostempel zum Heilschlaf (siehe Enkoimesis) nieder. Im Traum erschien ihnen dann der Arzt und empfahl Diäten und andere Behandlungsmethoden zur Heilung. Manchmal wurde der Patient im Traum auch von einer Schlange besucht oder gebissen und dadurch geheilt. Die sibyllinischen Bücher empfahlen anlässlich einer Seuche 291 v. Chr. die Kultübertragung von Epidauros nach Rom, wobei die Schlange als Begleittier, Helferin und Wahrzeichen dargestellt wurde. Hier bekam Asklepios den lateinischen Namen Aesculapius.

### Asklepios und Apollo als Götter der Heilung
Asklepios unterscheidet sich von seinem Vater, dem Apollo, als Heilgott. In den Kulten der Antike durften sich die Kranken dem heiligen Bezirk des Apollo nicht nähern, dem des Halbgottes Asklepios schon. Dadurch wurde Apollo, der Gott des Lichts, zunehmend Konzepten der göttlichen Fernheilung, Asklepios denen der tätigen therapeutischen Praxis zugeordnet. Noch zu römischen Zeiten standen die beiden Kulte nicht in Konkurrenz, Asklepios und Apollo wie auch die Salus wurden auf der dem Asklepios geweihten Tiberinsel verehrt – bei der Pestepidemie von 180 v. Chr. in Rom etwa stellte man Statuen aller drei Heilgötter miteinander auf. Später (ab dem 2. Jahrhundert) wird dem Asklepios der Telesphorus, der Genius der Genesung, beigestellt.
Während aber die Verehrung der beiden anderen Gottheiten schon um die Zeitenwende verschwand, erhielt sich der Kult des Asklepios – in seiner Symbolik bis heute. Wiederaufgegriffen wurde der apollinische Aspekt der Heilkunst etwa wieder von Paracelsus, bei ihm aber in negativer Deutung der mystischen Heilung („appolinische pfaffen“).

### Verwendung als zivil- und militärmedizinisches Symbol
Ab Februar 1868 kennzeichnete ein auf den Schulterstücken und Epauletten geführten goldener Äskulapstab die Militärärzte der preußischen Armee. Mit Entstehung des deutschen Kaiserreichs avancierte der Äskulapstab auch in den nicht-preußischen Kontingenten des kaiserlichen Heeres zum Laufbahnabzeichen der Sanitätsoffiziere aller Waffengattungen; Sanitätsunteroffiziere und -mannschaften trugen den Äskulapstab auf dem rechten Unterärmel. Besagte Trageweisen blieben bis 1945, also auch in Reichswehr und Wehrmacht, unverändert. In der Bundeswehr folgt bei Heer und Luftwaffe die Farbe des Äskulapstabs der Farbe der Rangsterne und ist entsprechend bis einschließlich des Dienstgrades Oberstarzt silbern, bei Sanitätsoffizieren im Generalsrang jedoch golden. Bei der Deutschen Marine ist der Äskulapstab stets goldfarben, entsprechend den gleichfarbigen Ranglitzen auf Unterärmeln und Schulterstücken.
Heute fungiert der Äskulapstab ebenso bei diversen zivilen medizinischen Einrichtungen und Organisationen als offizielles Symbol, das beispielsweise an der Dienstkleidung und/oder Einsatzfahrzeugen angebracht ist. 

Der Äskulapstab als Laufbahnabzeichen der Bundeswehr
Ärmelabzeichen eines Flottenarztes (Marine)
Schulterstück eines Oberfeldarztes (Heer)
Aufschiebeschlaufe Generalarzt (Lw)

## Heraldik
In der Heraldik (Wappenkunde) wird der Äskulapstab in Familien- sowie Kommunalwappen abgebildet. In Streitkräftewappen findet das Symbol ebenfalls Verwendung.

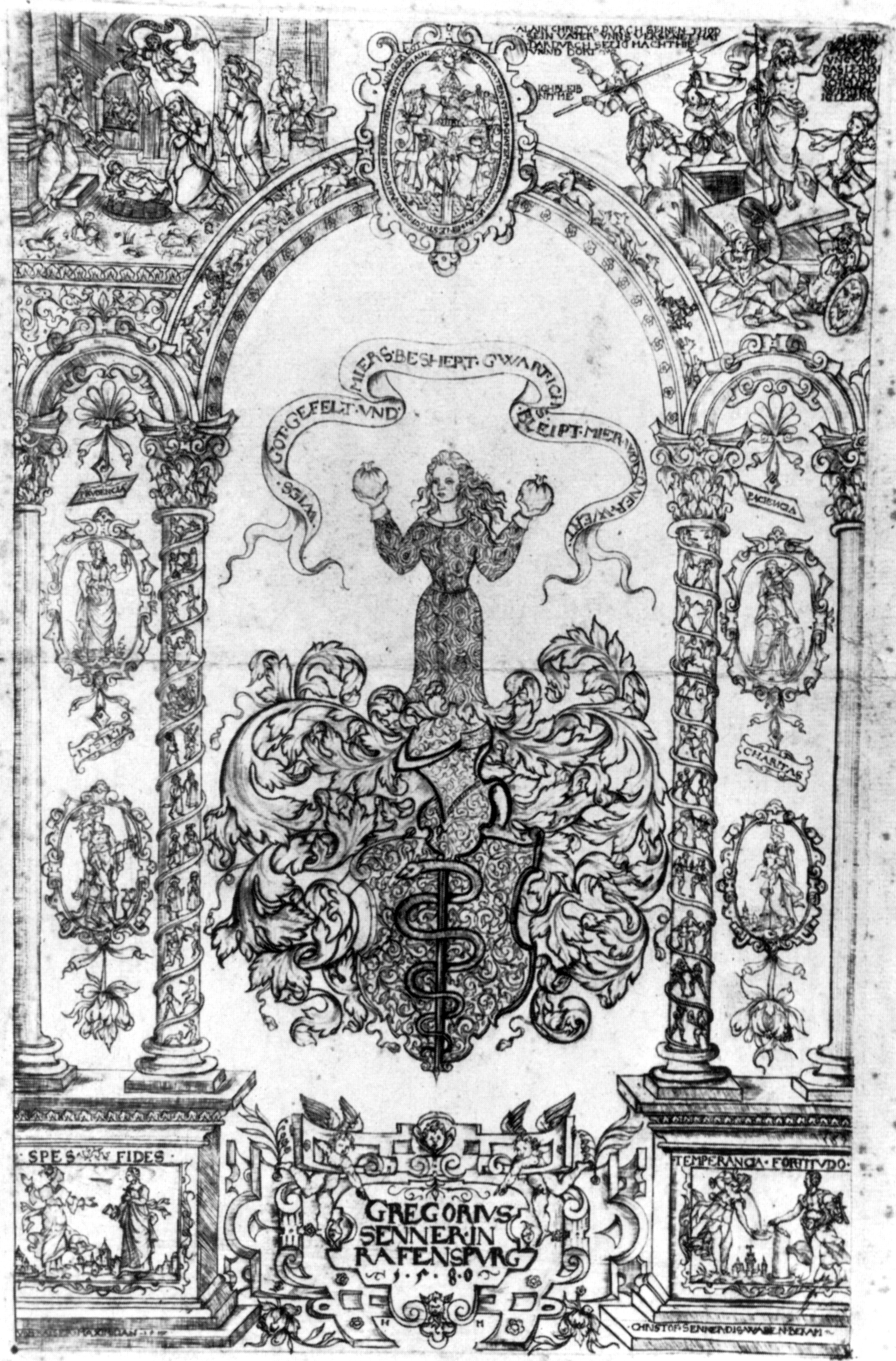
Wappen der Familie Gregorius Senner
Wappen der Stadt Bad Nenndorf
Wappen der Gemeinde Burg (Spreewald)
Wappen der Gemeinde Elz (Westerwald)
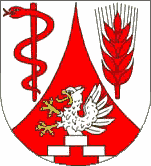
Wappen der Gemeinde Karlsburg (Vorpommern)
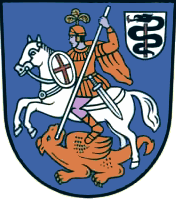
Schild in Schild, Rambin auf Rügen
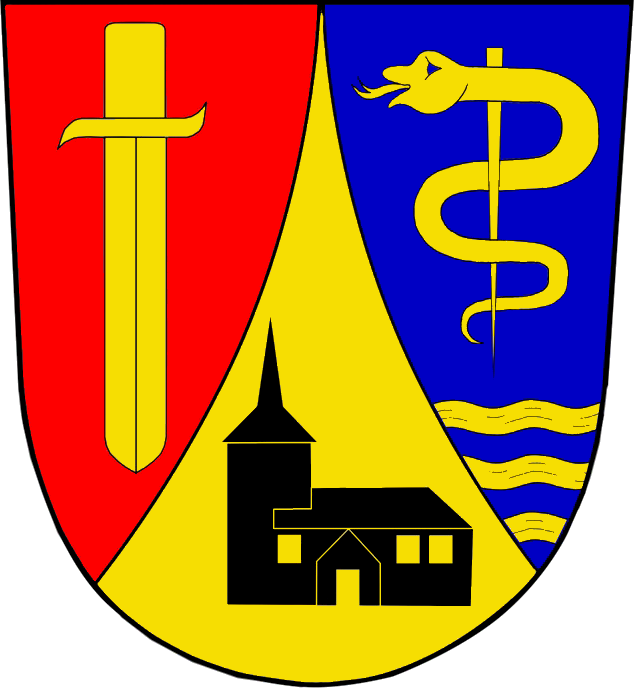
Wappen der Gemeinde Stuer
Wappen des Sanitätsführungskommandos der Bundeswehr
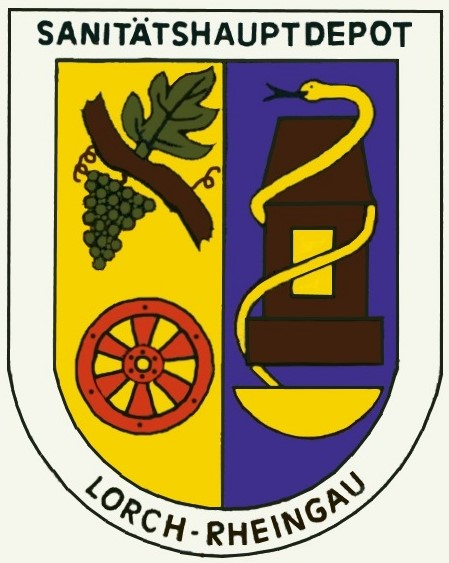
Wappen des ehemaligen Sanitätshauptdepots Lorch-Rheingau der Bundeswehr